# Wadian
Wadian (瓦点; 瓦點; Wǎdiǎn) är en arkeologisk lokal efter en forna kinesisk stad.
Wadian är belägen vid Yingflodens sydvästra strand utanför Huolongköping (火龙镇) i Yuzhou i Henanprovinsen. Vid platsen har husgrunder, diken, gropar och begravningsplatser hittats. Även offergropar med kvarlevor från både människor och djur har grävts ut. Artefakter av sten, jade, ben, snäckor och en stor mängd keramik har hittats. Den arkeologiska lokalen, som hittades 1979,  är ungefär 1 000 000 kvadratmeter.
Fynden är daterade till 2275–1805 f.Kr. vilket är inom mellersta och senare delen av Longshankulturen och den tidiga delen av Xiadynastin. Sannolikt är Wadian staden Yangdi (阳翟) (även omnämnd som Juntai (钧台)) som omnämns i de historiska krönikorna som boplats för Xiadynastins första kungar Yu och Qi.